# Leighton Baines
Leighton John Baines (Kirkby, 11 de dezembro de 1984) é um ex-futebolista inglês que atuava como lateral-esquerdo.

## Carreira

### Everton
Revelado no Wigan, onde estreou em 2002, foi contratado pelo Everton na metade de 2007 por 7,5 milhões de euros. Tornou-se capitão do time e ficou conhecido por sua precisão nas bolas paradas. Fossem cobranças de faltas, escanteios ou mesmo pênaltis, o lateral sempre se notabilizou por levar perigo ao gol adversário. Seus escanteios e faltas costumavam levar perigo, fosse para tiros diretos ou para cruzamentos.
Ídolo do clube, Baines atuou pelos Toffees até julho de 2020, ano em que se aposentou.

### Seleção Inglesa
Representou a Seleção Inglesa na Eurocopa de 2012 e na Copa do Mundo de 2014.